# Rally Isla de Tenerife de 1980
El Rally Isla de Tenerife de 1980, oficialmente 12.º Rally Internacional Isla de Tenerife, fue la duodécima edición y la decimoséptima cita de la temporada 1980 del Campeonato de España de Rally. Se celebró del 27 al 28 de septiembre y contó con un itinerario de veintiún tramos.

## Clasificación final
| Pos. | Piloto                 | Copiloto              | Automóvil           | Tiempo  | Diferencia |
| ---- | ---------------------- | --------------------- | ------------------- | ------- | ---------- |
| 1.   | Jorge de Bagration     | Nuria Llopis          | Lancia Stratos HF   | 1:40:46 | 0.0        |
| 2.   | Eduardo Balcázar       | Joan Josep Martín     | Lancia Stratos HF   | 1:42:04 | +1:18      |
| 3.   | Medardo Pérez          | Juan José Alonso      | BMW 320             | 1:43:08 | +2:22      |
| 4.   | Carlos Alonso-Lamberti | José Manuel Marrero   | Opel Kadett GT/E    | 1:47:51 | +7:05      |
| 5.   | Pablo de Sousa         | Antonio Boto          | SEAT 124-2000       | 1:48:49 | +8:03      |
| 6.   | Orlando Alonso         | Álvaro N. Pérez       | Volkswagen Golf GTi | 1:48:58 | +8:12      |
| 7.   | Manuel Acosta          | Antonio Rivero        | Toyota Corolla      | 1:49:40 | +8:54      |
| 8.   | Carlos Hafner          | Eduardo Álvarez       | Talbot Avenger      | 1:50:28 | +9:42      |
| 9.   | Antonio Betancor       | José F. Déniz         | Talbot Sunbeam 424  | 1:50:49 | +10:03     |
| 10.  | José Antonio González  | Francisco J. Trujillo | Talbot Sunbeam 424  | 1:51:44 | +10:58     |